# هوبرت سكيربزاك
هوبرت سكيربزاك (بالبولندية: Hubert Zenon Skrzypczak)‏ (مواليد 29 سبتمبر 1943) هو ملاكم بولندي، مثّل بلاده في الألعاب الأولمبية الصيفية 1968 وحقق الميدالية البرونزية في فئة وزن الذبابة الخفيف.

## روابط خارجية
هوبرت سكيربزاك على موقع اللجنة الأولمبية الدولية (الإنجليزية)
- هوبرت سكيربزاك على موقع أوليمبيديا (الإنجليزية)
- هوبرت سكيربزاك على موقع اللجنة الأولمبية البولندية (مؤرشف) (البولندية)